# Genroku Chūshingura
Genroku Chûshingura (元禄 忠臣蔵, Els 47 ronin, Els lleials 47 ronin) és una pel·lícula del director japonès Kenji Mizoguchi. Fou estrenada l'1 de desembre de 1941. Relata la història d'un grup de 47 samurais que es van veure obligats a convertir-se en rōnin a causa del suïcidi obligat del seu dàimio (daimyō); el tema central és la venjança. És considerada una llegenda nacional del Japó i és una història amb moltes adaptacions al cinema, el teatre i la televisió japonesa; és una obra magna de la cultura nipona.
Mizoguchi crea aquesta pel·lícula en 1941 i els 47 ronin serveix per apujar la moral del ciutadà japonès durant la Segona Guerra Mundial. La motivació per al director Kenji va ser inculcar valors de la llegenda als japonesos, i no inclou imatges bèl·liques. Té una durada de 241 minuts; el guió de Kenichirō Hara i Yoshikata Yoda té com a referent una obra de teatre kabuki de Mayama Seika.

## Argument
La pel·lícula viatja al març de 1701, a la real capital d'Edo, on el senyor feudal Asano ataca al senyor Kiru mentre es troba en terra sagrada. A causa d'aquesta greu ofensa, Asano és obligat a fer-se el harakiri (seppuku). No obstant això, 47 dels seus samurais juren venjar-lo.

## Repartiment
- Chojuro Kawarasaki com a Ōishi Kuranosuke (Ōishi Yoshio)
- Kanemon Nakamura com a Sukeimon Tomimori
- Kunitaro Kawarazaki com a Isogai Jurozaemon
- Yoshizaburo Arashi com al daimyo Asano Naganori
- Daisuke Katō com a Fuwa Kazuemon
- Isamu Kosugi com a Okado Shigetomo
- Utaemon Ichikawa com a Tokugawa Ienobu
- Seizaburō Kawazu com a senyor Etchumori Hosokawa
- Mantoyo Mimasu com a Kira Kozukenosuke